# V337 Carinae
Cet article concerne q Carinae. Pour Q Carinae, voir HD 61248.
Désignations
V337 Carinae (V337 Car), également appelée par sa désignation de Bayer q Carinae, est une étoile géante lumineuse de type K de la constellation de la Carène. D'après la mesure de sa parallaxe annuelle par le satellite Hipparcos, elle est située à environ ∼ 660 a.l. (∼ 202 pc) de la Terre. C'est une variable irrégulière dont la magnitude apparente varie entre 3,17 et 3,44.